# Robin Packalen
Robin Petteri Packalen (24 de agosto de 1998), é um cantor e compositor finlandês de música pop.
Com apenas 13 anos de idade, ele recebeu grande notoriedade com seu primeiro single, Frontside Ollie, lançado no início de 2012, que se espalhou pelas mídias sociais. O videoclipe da música alcançou mais de um milhão de visualizações em alguns dias e, posteriormente, ultrapassou a marca de 17 milhões de visualizações no YouTube. O álbum de estreia de Robin, Koodi, foi lançado em fevereiro de 2012, e vendeu 60.000 cópias. Robin lançou quatro álbuns de estúdio, um álbum de remixes e um álbum de compilação. Em 2015, os álbuns de Robin venderam mais de 550.000 cópias.
Os videoclipes de Robin foram vistos mais de 90 milhões de vezes no YouTube, e suas músicas foram reproduzidas mais de 100 milhões de vezes até 2017 no Spotify.
Robin – The Movie estreou em 2012, um filme documentário sobre sua vida. Em 2017, Robin foi uma das estrelas da sexta temporada na série Vain elämää, e no mesmo ano Robin estrelou no papel do soldado Hauhia no filme de guerra Tuntematon sotilas.
Robin recebeu quatro Emma Awards e um MTV Europe Music Awards em 2012 por sua carreira.
Em 28 de outubro de 2017, Robin fez uma pausa indefinida na carreira, após o concerto realizado na Hartwall Arena. Sua pausa chegou ao fim quando Robin apareceu no Emma Awards em 2 de fevereiro de 2019 com uma nova música "I'll Be With You". O compositor passou a usar o inglês nas suas canções e adotou o nome artístico Robin Packalen.

## Carreira musical

### 1998–2011: Antes do contrato de gravação
Robin já tocou piano e violão e cantou em uma Big band. Como inspirações musicais, Robin nomeou Bruno Mars, Michael Jackson, Haloo Helsinki e Paramore, entre outros.
Em 2008, Robin ganhou  o concursos de canto para jovens em toda a Finlândia, os Staraskaba, quando ele tinha apenas 10 anos. No ano seguinte, ele representou a Finlândia no New Wave Junior Contest em Moscou, dos quais teve mais de 100 milhões de visualizações. Ele tocou a canção "The Final Countdown" no concurso. Ele também visitou a competição no ano seguinte realizada na Ucrânia.

### 2012: Início da popularidade

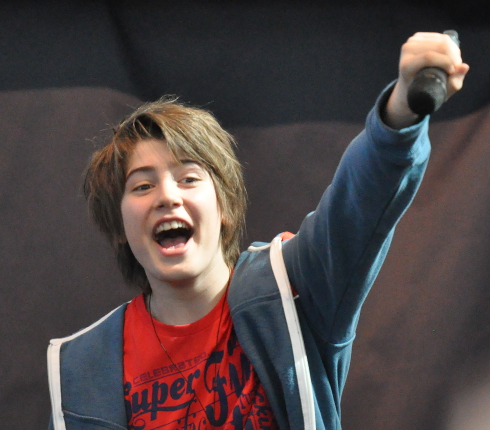
Robin em apresentação no Jumbo Shopping Center em abril de 2012

#### ”Frontside Ollie” e álbum de estreiaKoodi
O compositor Maki Kolehmainen chamou sua atenção para Robin no concurso de música New Wave em 2010. Maki apresentou Robin a Hannu Sormuselle, que mais tarde se tornou o empresário de Robin. Hannu queria consertar Robin e o contrato de gravação foi assinado em novembro de 2010. Hannu também havia influenciado a produção de álbuns da Tiktak desde o primeiro lançamento da banda, quando os membros da banda eram apenas um pouco mais velhos que Robin.
Maki Kolehmainen, Jimi Constantine , Bernard Grobman, Tracy Lippi e Sana Mustonen compuseram a primeira música de Robin "Frontside Ollie " em 16 de janeiro de 2012. A música e seu videoclipe se tornaram um fenômeno na Internet se tornando a canção mais vendida do iTunes na Finlândia. Apesar do sucesso comercial "Frontside Ollie" recebeu feedback contraditório.
O álbum de estreia de Robin, Koodi, foi finalizado no final de 2011 e lançado em 22 de fevereiro de 2012. De acordo com a gravadora, o álbum vendeu 60.000 cópias, mas não conseguiu uma listagem oficial devido ao baixo preço. Em abril de 2012, o álbum tinha mais de 80.000 compradores, e vendeu quatro vezes platina. Em junho de 2012, foi relatado que o recorde de vendas ultrapassou 100.000. No entanto, não foi admitido na lista oficial da Finlândia,  que admite apenas publicações que estarão à venda por um preço superior a oito euros. Em vez disso, o álbum figurou mais de 30 semanas no topo da lista Midprice. É justamente por causa do preço do álbum que é possível interpretar Robin como sendo o artista finlandês mais novo de todos os tempos a ter mais de 100.000 álbuns vendidos. Em 1 de junho, Robin lançou a edição Deluxe do álbum, com nove remixes. Até o final de 2013, o álbum tinha vendido 130 000 cópias, sendo então seis vezes platina.
O segundo single do álbum, "Faija skitsoo", foi lançado em 5 de março de 2012. O videoclipe  foi dirigido por Marko Mäkilaakso.
O terceiro single do álbum "Hiljainen tyttö" foi lançado em 11 de junho de 2012.

#### Segundo álbum,Chillaa
Durante o verão de 2012, Robin estave preparando seu novo álbum. O primeiro single do álbum "Puuttuva palanen" foi apresentado pela primeira vez na campanha de caridade  Elämä lapselle em 12 de setembro. O single conta com a participação do rappper Brädi. O produtor de Robin, Maki Kolehmainen, disse a repórteres que a voz de Robin mudou nos últimos meses, de modo que ele canta alguns de seus tons abaixo de suas faixas. De acordo com Kolehmainen, o segundo álbum de Robin é possível ouvir uma voz mais alta.
O segundo álbum de Robin, Chillaa, foi lançado em 5 de outubro de 2012. O álbum vendeu 25 000 cópias durante a semana seguinte ao seu lançamento e alcançou o topo da lista oficial de álbuns da Finlândia. O segundo single do álbum "Luupilla mun korvissa" foi lançado em 9 de novembro de 2012. O terceiro single, "Haluan sun palaavan" é a primeira música que o próprio Robin fez em seu álbum, foi lançado em 1 de março de 2013. Até o final de 2013, mais de 85.000 cópias do álbum Chillaa foram vendidas.

### 2013:Boom Kah
No início de 2013, Robin começou a trabalhar em seu terceiro álbum de estúdio. Além de Robin, o álbum foi realizado por Jimi Constantine, Jonas Olsson, Pekka Eronen, Risto Asikainen, Joonas Angeria, Eppu Kosonen, Simo Rajamäki, DJPP e Kyösti Salokorpi. Foi produzido por Jukka Immonen, Joonas Angeria, MGI, Jonas Olsson, Street Kobra e Kyösti Salokorpi.
Robin disse  que o álbum Boom Kah é mais moderno, em comparação com os seus dois álbuns anteriores. Boom Kah foi lançado em 4 de outubro de 2013 e o single homônimo, lançado em 30 de agosto de 2013. Robin foi influenciado pela letra e pelo assunto. O álbum vendeu platina dupla, vendendo 40.000 de cópias em seu lançamento. Até o final do ano, uma quantidade de 80.000 cópias do álbum foi vendida.
O segundo single do álbum, Erilaiset, foi lançado em 16 de outubro de 2013. O álbum ainda teve um terceiro single chamado Onnellinen, lançado em 7 de fevereiro de 2014.

### 2014:16e websérie

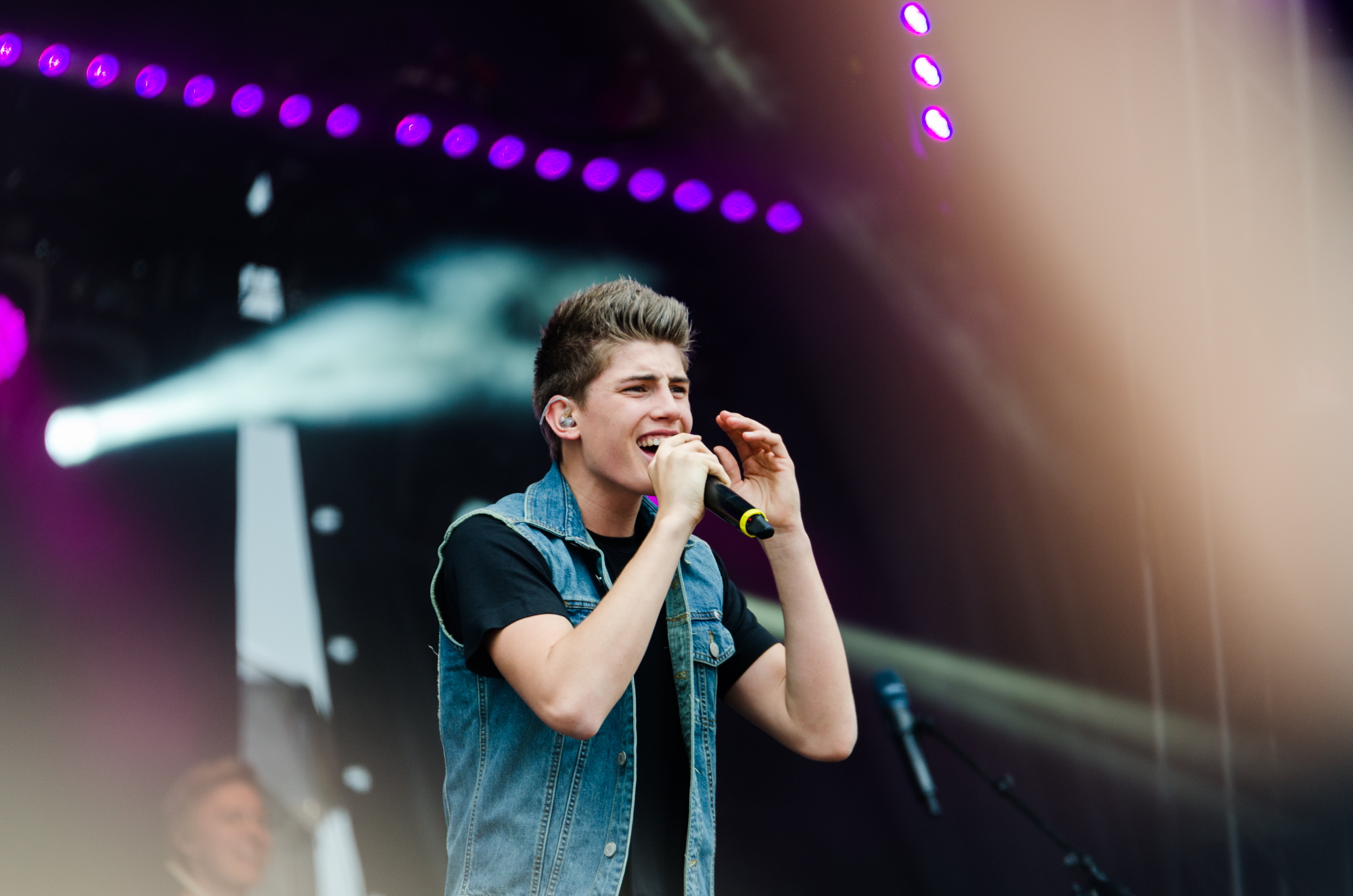
Evento Robin YleXPop 2014 em Oulu, maio de 2014.

Robin se apresentou no POP SHOW no Estádio Olímpico de Helsínquia em 9 de julho de 2014. os ingressos para o show foram colocados à venda em dia 13 de março. No mesmo dia, uma nova versão do álbum Boom Kah, chamada Boombox, foi lançada.
O quarto álbum de estúdio de Robin,16,  foi lançado em 26 de setembro de 2014. Antes do lançamento do álbum,  ”Parasta just nyt" foi lançada como single, que também conta com o rapper Nikke Ankara. O álbum se propõe a passar uma espécie de "artista mais duro".
Em 28 de agosto de 2014, a MTV Grandstand deu início a websérie em 10 partes dirigida por Jani Pyylakmen, Robin: Just nyt, cujos episódios semanais seguiam os bastidores do novo álbum, shows e viagens, bem como o tempo livre de Robin.

### 2015–2017:Yhdessäe pausa na carreira
Em 9 de outubro de 2015, Robin lançou seu quinto álbum de estúdio Yhdessä. antes do lançamento do álbum os singles "Yö kuuluu meille" e "Milloin nään sut uudestaan?" foram lançados.
Em março de 2017, Robin lançou um novo single chamado Hula Hula. Na primavera de 2017, Robin apareceu durante a sexta temporada da produção da Vain elämää.
Robin anunciou em agosto de 2017 que após o show realizado na Hartwall Arena em 28 de setembro,  que entraria em pausa por tempo indeterminado na sua carreira musical. Em 23 de agosto de 2017, ele lançou o single chamado "Me tehtiin tää", e em agosto de 2017, uma série de documentários em cinco partes chamada Tää on se hetk.

### 2019: O Retorno
O intervalo de Robin terminou com a sua apresentação no Emma Awards em 2019 , onde ele tocou sua nova música "I'll Be With You" em inglês. Robin mudou seu nome para Robin Packalen. Ele agora está se concentrando em criar uma carreira internacional. Inicialmente, "I'll Be With You" será distribuída para os países nórdicos e para a Europa.

## Outros
Em maio de 2012, a Otava Media lançou uma revista para os fãs de Robin. Em outubro de 2012, a Tammi publicou um livro sobre a estonteante história de Robin, e em dezembro de 2012 , o documentário Robin - The Movie foi produzido pela Solar Films.
Robin foi eleito o melhor artista da Finlândia, e assim ele representou a Finlândia no MTV Europe Music Awards, em Frankfurt, em 11 de novembro de 2012.
Robin ganhou dois prêmios prêmios no Emma Awards 2013, de canção do ano e artista revelação. Ele foi nomeado em 2014 como solista masculina e Boom Kah foi nomeado para o álbum do ano, e seu single homônimo na categoria de melhor videoclipe do ano. No entanto, Robin perdeu o prêmio.
Em fevereiro de 2013, as vendas do documentário sobre Robin ultrapassou mais de 25.000 vendas de DVD. Além disso, Robin assinou um contrato de extensão com a Universal Music Finland cobrindo vários lançamentos. A gravação de um concerto na Hartwall Arena em dezembro de 2012 foi lançada em DVD e Blu-ray em 22 de março. Em 10 de abril, o lançamento chegou a marca de dupla platina.
Robin foi escolhido em abril de 2013 para abrir o show para Justin Bieber realizado na Telenor Arena, em Oslo. Robin também abriu para Justin em 26 de abril de 2013 na Hartwall Arena em Helsinque.
Em 2016, Robin foi convidado para o Palácio Presidencial para a recepção do Dia da Independência. Ele foi o mais jovem convidado das celebrações, e seu smoking banhado a ouro foi projetado por Mert Otsamo.
Robin falou abertamente sobre sua dislexia em público.

## Discografia
| - Koodi (2012) - Chillaa (2012) - Boom Kah (2013) - Boombox (2014) - 16 (2014) - Yhdessä (2015) - Me tehtiin tää 2012–2017 (2017) - 2012 - Frontside Ollie - 2012 - Puuttuva palanen (com Brädi) - 2013 - Haluan sun palaavan - 2013 - Boom Kah (Mikael Gabriel & Uniikki) - 2014 - Onnellinen - 2014 - Tilttaamaan (Beats & Styles Remix, com Lord Est) - 2014 - Kesärenkaat - 2014 - Parasta just nyt (com Nikke Ankara) - 2014 - Paperilennokki - 2015 - Sua varten - 2015 - Milloin nään sut uudestaan? (com Kasmir) - 2015 - Lapin Kesä (com Vesku Loiri) | - 2012 - Frontside Ollie - 2012 - Faija skitsoo - 2012 - Hiljainen tyttö - 2012 - Puuttuva palanen (com Brädi) - 2012 - Luupilla mun korvissa - 2013 - Haluan sun palaavan - 2013 - Boom Kah (Mikael Gabriel & Uniikki) - 2013 - Erilaiset - 2014 - Onnellinen - 2014 - Tilttaamaan (Beats & Styles Remix, com Lord Est) - 2014 - Kesärenkaat - 2014 - Parasta just nyt (com Nikke Ankara) - 2014 - Paperilennokki - 2015 - Sua varten - 2015 - Kipinän hetki (com Elastinen) - 2015 - Yö kuuluu meille (com Santa Cruz, Nikke Ankara, Brädi & Jussi 69) - 2015 - Milloin nään sut uudestaan? (com Kasmir) - 2016 - Miten eskimot suutelee? (com Sanni) - 2016 - Salamatie (com Softengine) - 2016 - Jotain aito - 2017 - Hula Hula (com Nelli Matula) - 2017 - Rakkaus on lumivalkoinen - 2017 - Tuuleksi taivaanrantaan - 2017 - Kymmenen kirosanaa - 2017 - Spesiaali - 2017 - Hollywood Hills - 2017 - Lentoon (Remix) (com Tommy Lindgren) - 2017 - En mielestäin sua saa - 2017 - Me tehtiin tää - 2019 - I´ll Be With You (com Kovee & Joznez) - 2015 - Vahva (Elastinen com Robin) - 2016 - AAAA (Elastinen com Robin) |

## Filmografia
| Ano  | Titulo                  | Personagem |
| ---- | ----------------------- | ---------- |
| 2012 | Robin – The Movie       | Ele mesmo  |
| 2014 | Robin – Just nyt        | Ele mesmo  |
| 2017 | Robin – Tää on se hetki | Ele mesmo  |
| 2017 | Tuntematon sotilas      | Hauhia     |

## Nomeações e Prêmios
| Ano  | Premiação                 | Nomeação                      | Categoria                         | Resultado |
| ---- | ------------------------- | ----------------------------- | --------------------------------- | --------- |
| 2012 | MTV European Music Awards | Robin Packalen                | Melhor artista ou grupo finlandês | Venceu    |
| 2013 | Emma Awards 2013          | Robin Packalen                | Artista revelação                 | Venceu    |
| 2013 | Emma Awards 2013          | Robin Packalen                | Inovação Spotify                  | Venceu    |
| 2013 | Emma Awards 2013          | Koodi                         | Melhor álbum pop                  | Venceu    |
| 2013 | Emma Awards 2013          | Frontside Ollie               | Melhor Canção                     | Venceu    |
| 2014 | MTV European Music Awards | Robin Packalen                | Melhor artista ou grupo finlandês | Indicado  |
| 2015 | Emma Awards 2015          | 16                            | Melhor álbum                      | Indicado  |
| 2015 | Emma Awards 2015          | 16                            | Álbum mais vendido                | Venceu    |
| 2015 | Emma Awards 2015          | Robin Packalen                | Melhor cantor masculino           | Indicado  |
| 2015 | Emma Awards 2015          | Robin Packalen                | Melhor cantor pelo público        | Indicado  |
| 2015 | Emma Awards 2015          | Parasta Just Nyt              | Melhor videoclipe pelo público    | Indicado  |
| 2016 | Emma Awards 2016          | Yhdessä                       | Melhor álbum pop                  | Indicado  |
| 2016 | Emma Awards 2016          | Robin Packalen                | Melhor cantor masculino           | Indicado  |
| 2016 | Emma Awards 2016          | Kipinän Hetki (com Elastinen) | Melhor videoclipe pelo público    | Indicado  |